# Градина (Гацко)
Градина је насељено мјесто у општини Гацко, Република Српска, БиХ. Према попису становништва из 1991. у насељу је живјело 225 становника.

## Становништво
| Демографија | Демографија | Демографија |
| Година      | Становника  | Становника  |
| ----------- | ----------- | ----------- |
| 1961.       | 336         |             |
| 1971.       | 308         |             |
| 1981.       | 265         |             |
| 1991.       | 225         |             |